# کنیسه بیت آلفا
کنیسه بیت آلفا (انگلیسی: Beth Alpha), (عبری: בית אלפא‎؛ Bet Alpha, Bet Alfa) یک کنیسه سابق از کنیسه‌های تاریخی یهودیت، واقع در دامنه شمالی دامنه‌های شمالی کوه جلبوع نزدیک بیت‌شئان در منطقه شمالی (اسرائیل) از اسرائیل است.
کنیسه یت آلفا در سال ۱۹۲۸ توسط اعضای کیبوتص بیت آلفا در همان نزدیکی کشف شد، که در حین ساخت و ساز آبیاری به‌طور اتفاقی به کف موزاییکی گسترده کنیسه برخوردند. کاوش‌ها در سال ۱۹۲۹ تحت نظارت دانشگاه عبری اورشلیم آغاز شد و توسط باستان‌شناس اسرائیلی، الیعازر سوکنیک، رهبری می‌شد.